# Goethova vyhlídka
Goethova vyhlídka je 39 metrů vysoká rozhledna s výletní restaurací, postavená podle projektu vídeňských architektů Ferdinanda Fellnera a Hermanna Helmera, tyčící se na Výšině věčného života nad Karlovými Vary v nadmořské výšce 636,4 metru.

## Historie
Vyhlídka byla postavena mezi lety 1888 až 1889. Podnět ke stavbě dala arcivévodkyně Štěpánka Belgická, snacha císaře Františka Josefa a císařovny Alžběty Bavorské (zvané Sissi). Arcivévodkyně se během své procházky na výšinu vyjádřila, že by bylo místo příhodné pro stavbu rozhledny, čemuž se bezprostředně snažil vyhovět tehdejší starosta Karlových Varů Eduard Knoll. Podobnou myšlenku již dříve vyjádřil i německý básník Johann Wolfgang von Goethe.
Rozhledna měnila opakovaně během své historie jména. Původní název Stefaniewarte nesla podle iniciátorky stavby arcivévodkyně Štěpánky Belgické. Po vzniku samostatného Československa byla vyhlídka přejmenována po Adalbertu Stifterovi na Stifterovu rozhlednu. Po druhé světové válce nesla od roku 1945 název Stalinova rozhledna. Současný název získala Goethova vyhlídka v roce 1957.
Zpočátku oblíbený cíl lázeňských hostů začal po druhé světové válce chátrat. V roce 1960 byla rozhledna uzavřena, po rekonstrukci v 70. letech 20. století byla opětovně otevřena včetně restaurace. Koncem 90. let 20. století byla vyhlídka uzavřena a začala pustnout. Město Karlovy Vary se snažilo rozhlednu zprovoznit, a za tímto účelem ji pronajalo. Po rekonstrukci následovalo v roce 2004 otevření restaurace včetně vyhlídky, ovšem již v roce 2006 byla restaurace s rozhlednou opět uzavřena pro obtížnou přístupnost a vzdálenost od lázeňského města.

## Současnost
V roce 2017 započala dlouhou dobu odkládaná rekonstrukce vyhlídky. Vzhledem k tomu, že rekonstrukce byla financována z dotace, nebude prozatím možné využít vyhlídku ke komerčním účelům, avšak prodejna základního občerstvení se v objektu nachází. V prostorách vyhlídky by mohlo vzniknout muzeum rozhleden Karlových Varů. Rekonstrukce rozhledny byla dokončena na podzim roku 2018. S oficiálním otevřením pro veřejnost se čekalo až na novou lázeňskou sezonu. Od 3. 5. 2019 je rozhledna přístupná veřejnosti. Zvýšit turistickou atraktivitu by do budoucna mohla také bobová dráha, která by začínala u Goethovy vyhlídky. V blízkosti rozhledny byla vybudována tříkilometrová Stezka strašidel. U jednotlivých zastavení stezky jsou umístěna strašidla, jež jsou doplněna panelem s krátkou pohádkou.

## Galerie

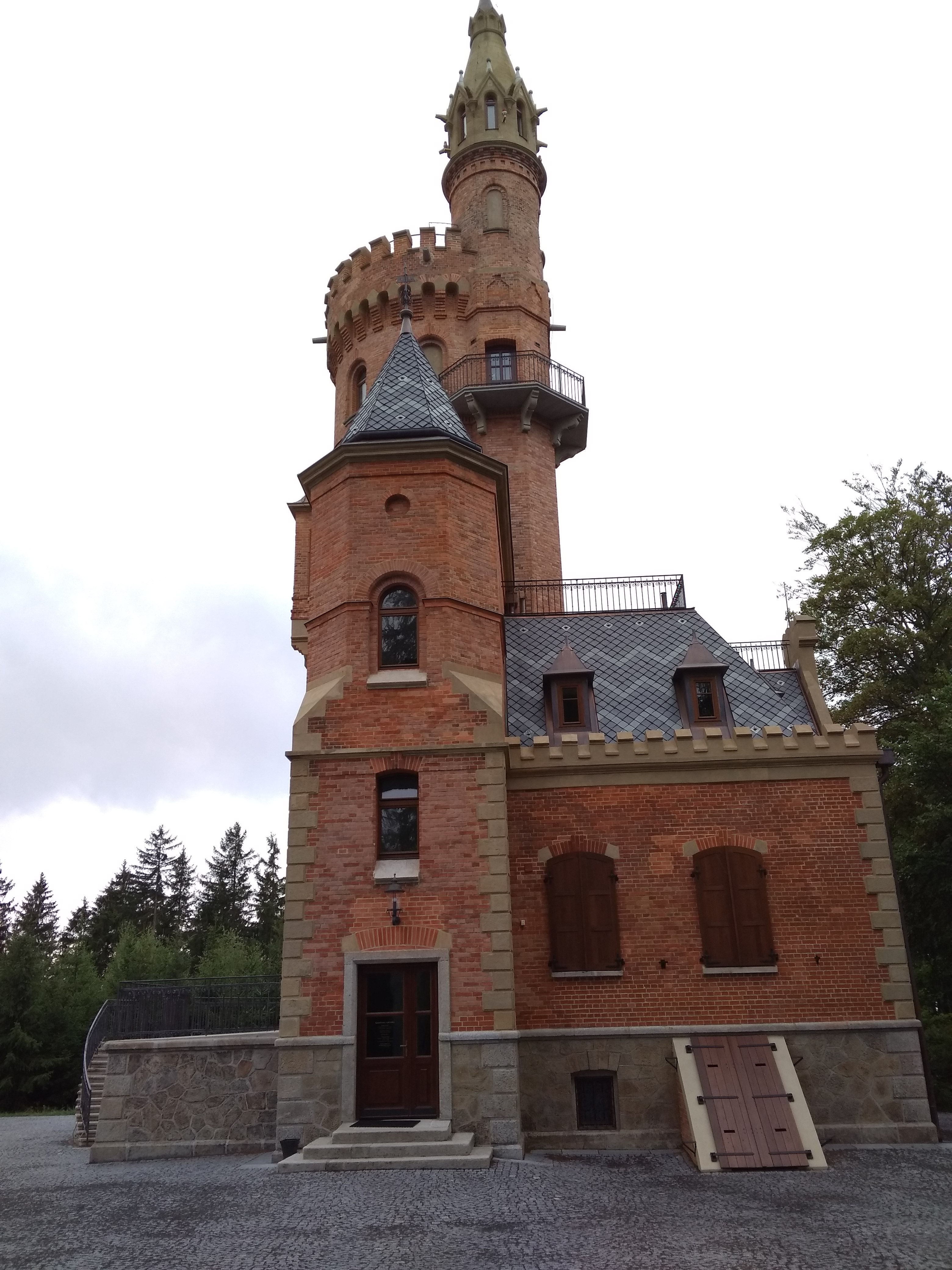
Pohled od východu
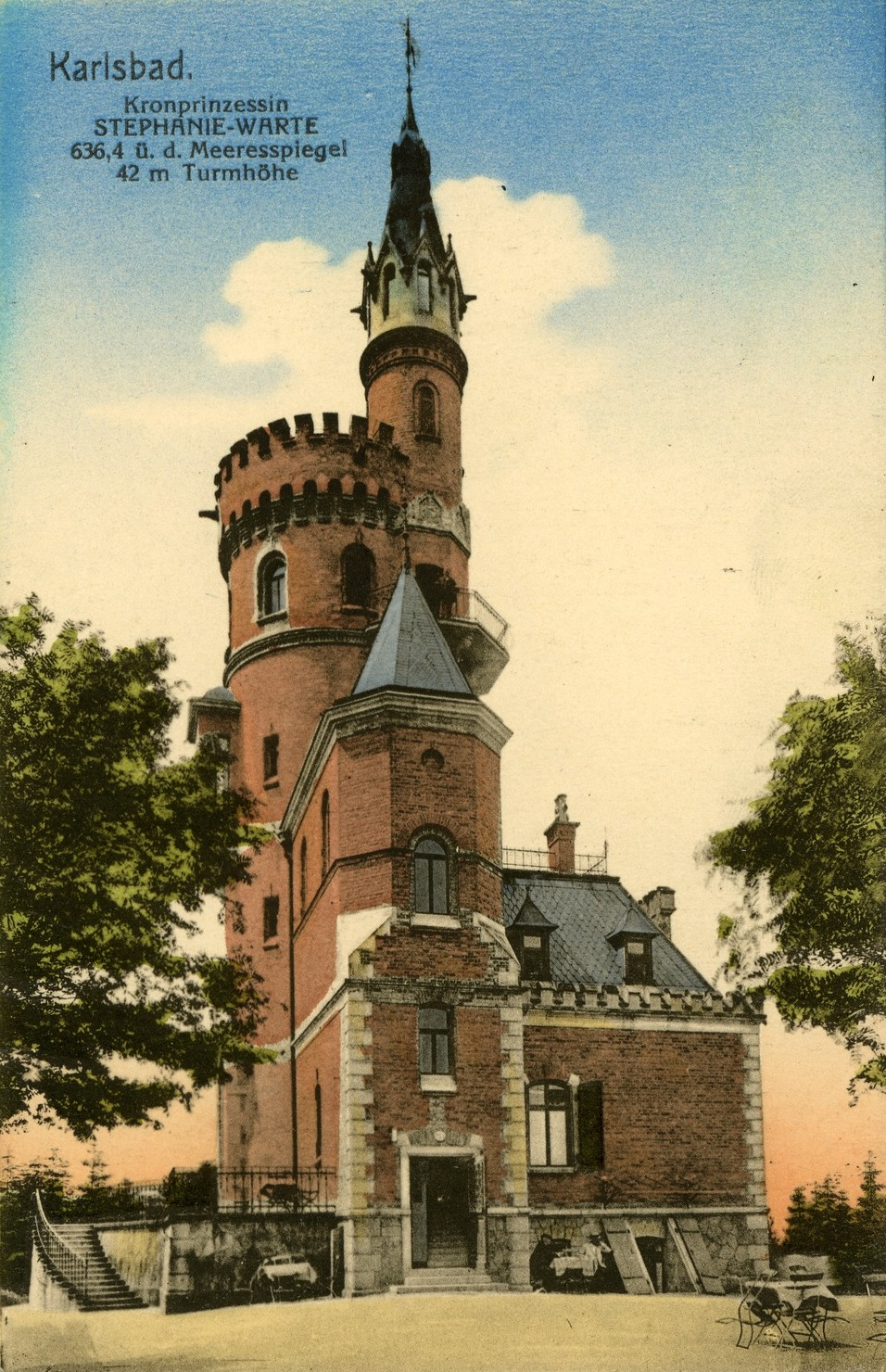
Na pohledu z roku 1898
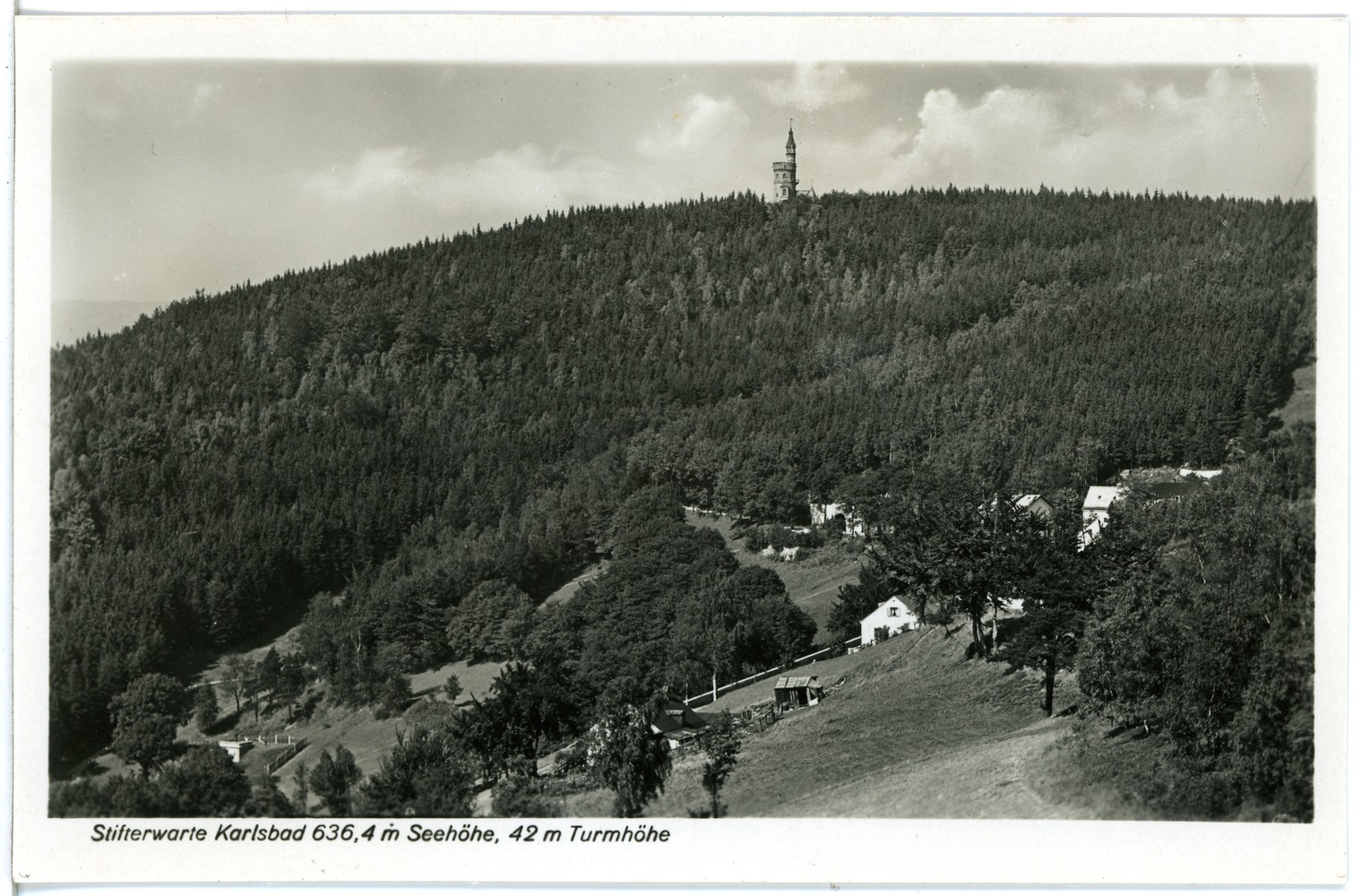
Pohled z dálky (1930)
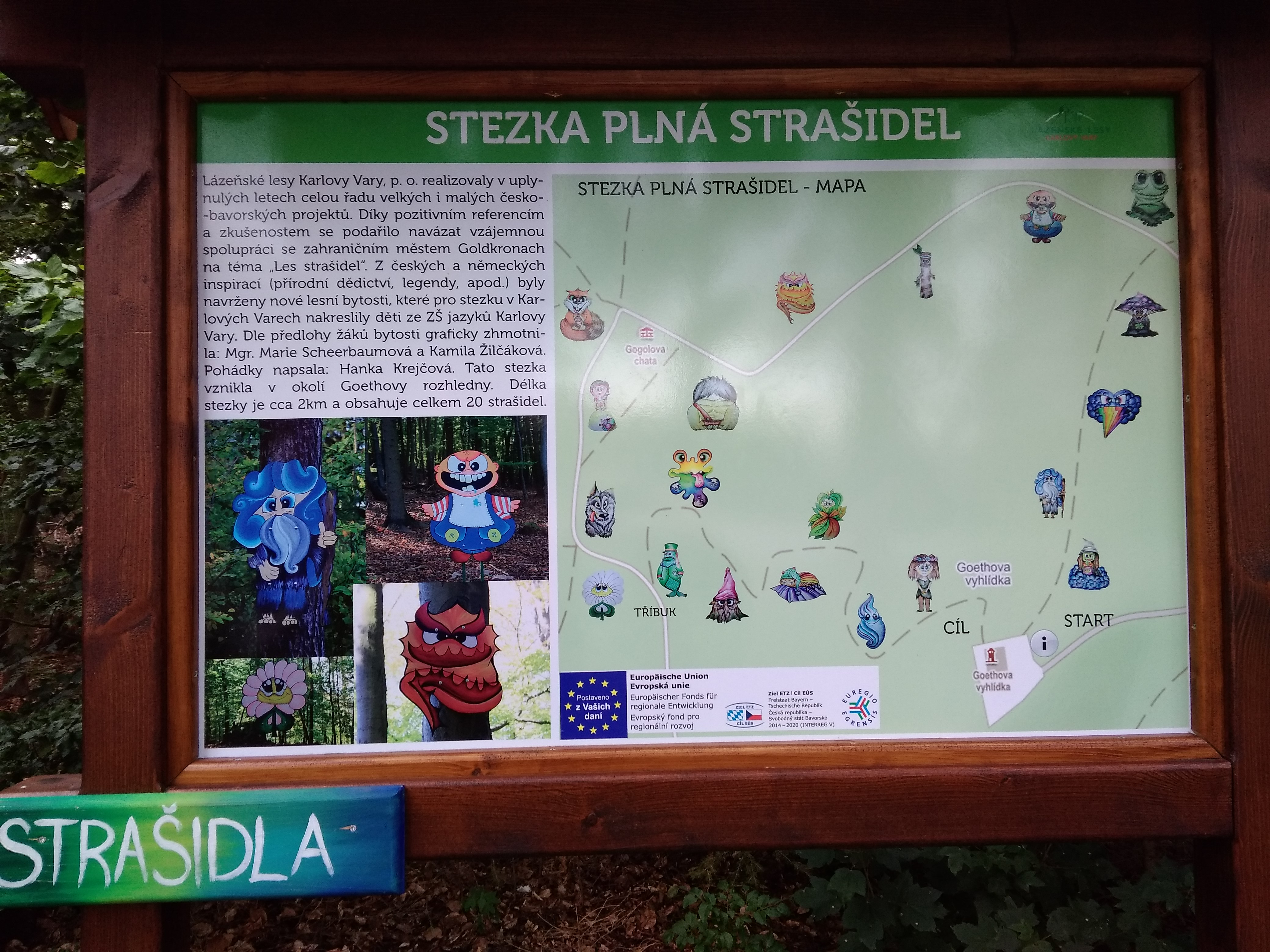
Tabule „Stezky plné strašidel“